# Еразмус I Шенк фон Лимпург
Еразмус I Шенк фон Лимпург (на немски: Erasmus I Schenk zu Limpurg; * 14 януари 1502; † 25 февруари 1553, Крайлсхайм) е наследствен имперски шенк на Лимпург, господар на Оберзонтхайм в Баден-Вюртемберг.

## Биография
Той е син на Готфрид I Шенк фон Лимпург (1474 – 1530), господар на Лимпург-Оберзонтхайм, Аделмансфелден, Шпекфелд, Буххорн, и съпругата му графиня Маргарета фон Шлик цу Басано и Вайскирхен († 1538/1539), дъщеря на Хиронимус Шлик, граф фон Пасаун-Вайскирхен († юли 1491) и Маргарет фон Зелкинг. Брат е на Карл I Шенк фон Лимпург (1498 – 1558), господар на Шпекфелд.
Еразмус I Шенк фон Лимпург, след дълги конфликти, продава замък Лимпург през 1541 г. на близкия имперски град Швебиш Хал и строи новата си резиденция дворецът в Оберзонтхайм, син му Фридрих го завършва през 1593 г.
Еразмус I Шенк фон Лимпург умира на 25 февруари 1553 г. в Крайлсхайм на 51 години и е погребан в Комбург.

## Фамилия
Еразмус I Шенк фон Лимпург се жени през 1533 г. за графиня Анна фон Лодрон († 12 ноември 1556), вдовица на Георг фон Фрундсберг (Фрайберг), господар на Минделхайм (* 24 септември 1473; † 20 август 1528), дъщеря на граф Паул Ото Антонио 'Парис III' фон Лодрон († пр. 1532) и Анна Мария Брембати (* ок. 1470). Те имат три деца:
- Мария фон Лимпург-Оберзонтхайм (* 8 април 1535; † февруари 1609), омъжена за Хайнрих фон Мьоршперг и Бефорт († сл. 28 август 1586/1601)
- Фридрих VI Шенк фон Лимпург (* 6 август 1536; † 29 януари 1596), имперски наследствен шенк и господар на Лимпург-Оберзонтхайм, женен I. на 13 февруари 1558 г. за графиня Маргарета фон Ербах (* 14 август 1539; † 27 юни 1564), II. на 27 април 1567 г. за шенка Агнес фон Лимпург-Гайлдорф (* 21 ноември 1542; † 6 октомври 1606)
- Катарина фон Лимпург-Оберзонтхайм (* 1539; † 27 април 1601, Оберзонтхайм)